# 金剛童子山
金剛童子山（こんごうどうじさん）は、京都府北部の丹後半島にある山。標高は614メートルであり、竹野郡では太鼓山に次ぐ高峰である。京丹後市大宮町五十河の北にある高尾山(620m)から北に向かって依遅ヶ尾山(540m)まで続く金剛童子山山系（熊野山系）の主峰である。別名は熊野山。

## 名称
密教の護法童子（仏法を守る童子姿の鬼神）の中の一子が山名の由来であるとされる。山頂には役小角（えんのおづぬ）を祀った行者堂が建っており、周辺地域から信仰を集める。

## 地理

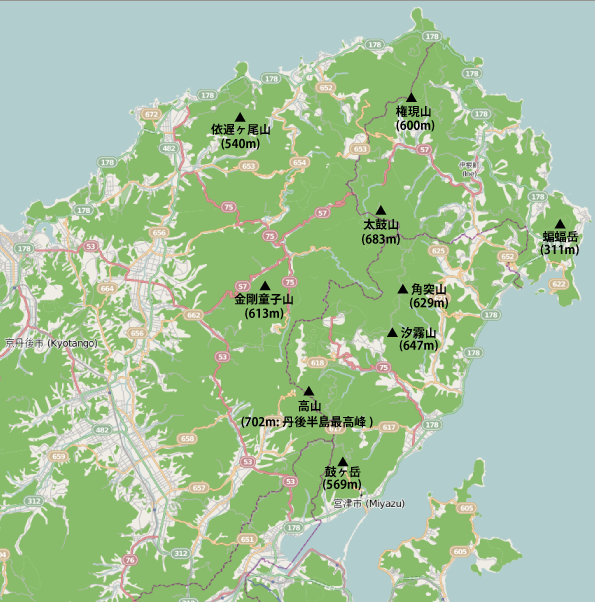
丹後半島の中央部にある金剛童子山

第三紀古期の安山岩からなるトロイデ型（鐘状型）の山である。丹後半島の中央部にあり、西方にある竹野川流域の峰山盆地から眺望できる。山域にはカエデが多く、シャクナゲの群生地もある。
頂上付近には絶壁が多い。標高約350mの味土野から登山道が伸びており、味土野から山頂まで約50分である。山頂は京都府京丹後市弥栄町等楽寺と須川の中間付近にある。
飛鳥時代に呪術師の役小角が修行したことから、かつては20以上の坊があったとされ、今日でも行場や行者堂がある。中腹には宇多天皇の治世（867年-931年）に行恵が創建したとされる生蓮寺の遺構がある。

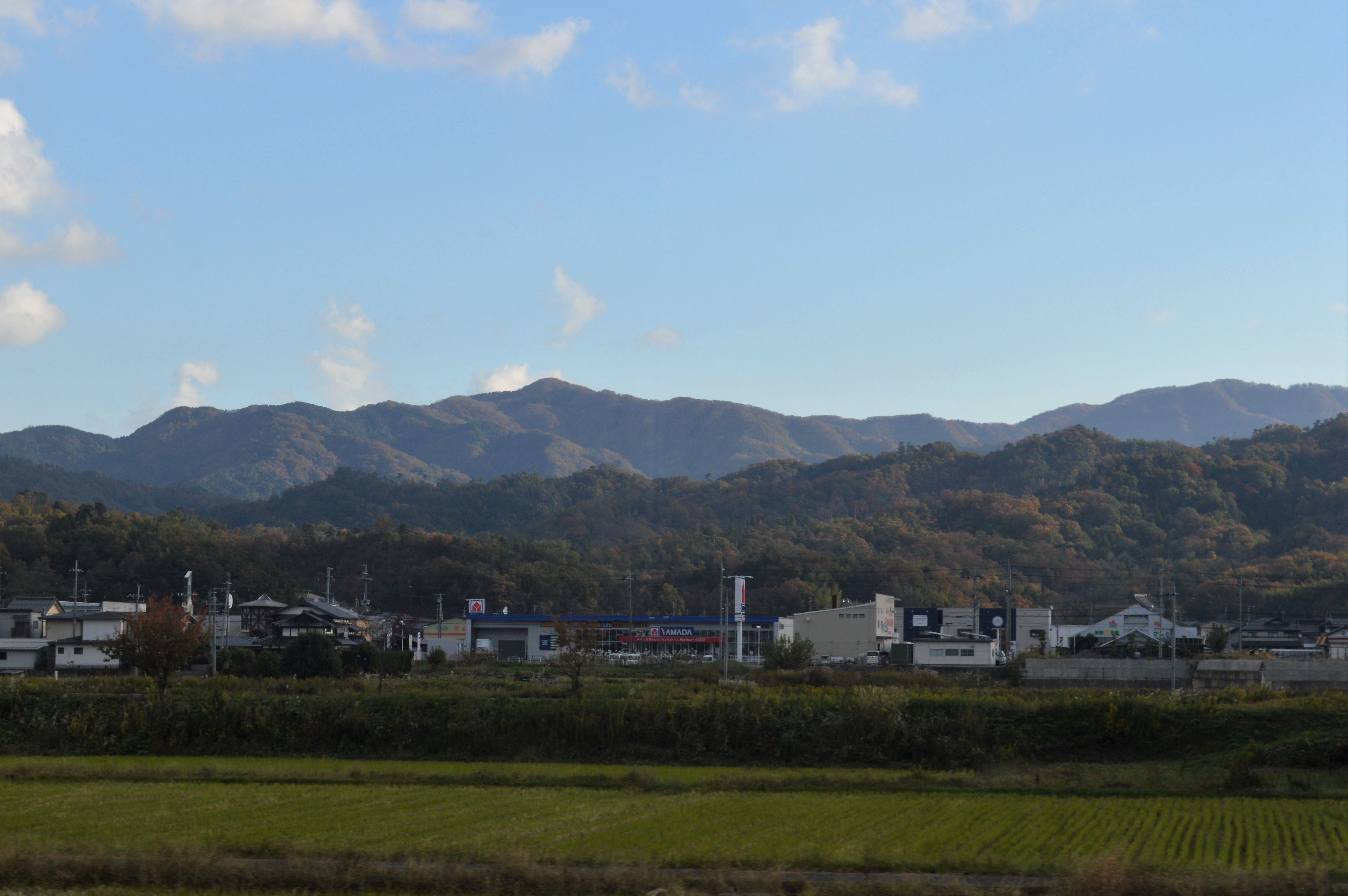
京丹後市大宮町から見た金剛童子山
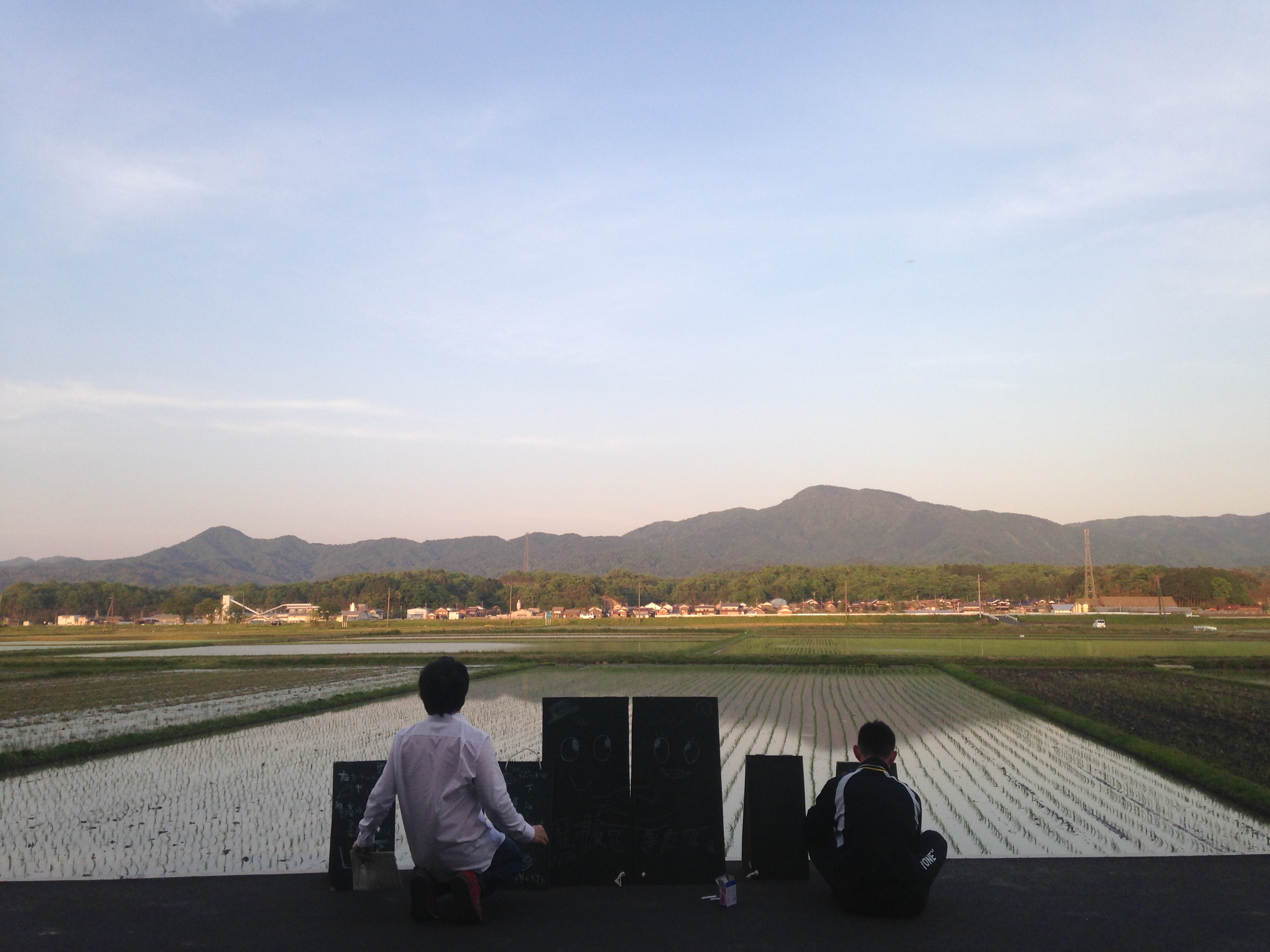
京丹後市弥栄町和田野から見た金剛童子山
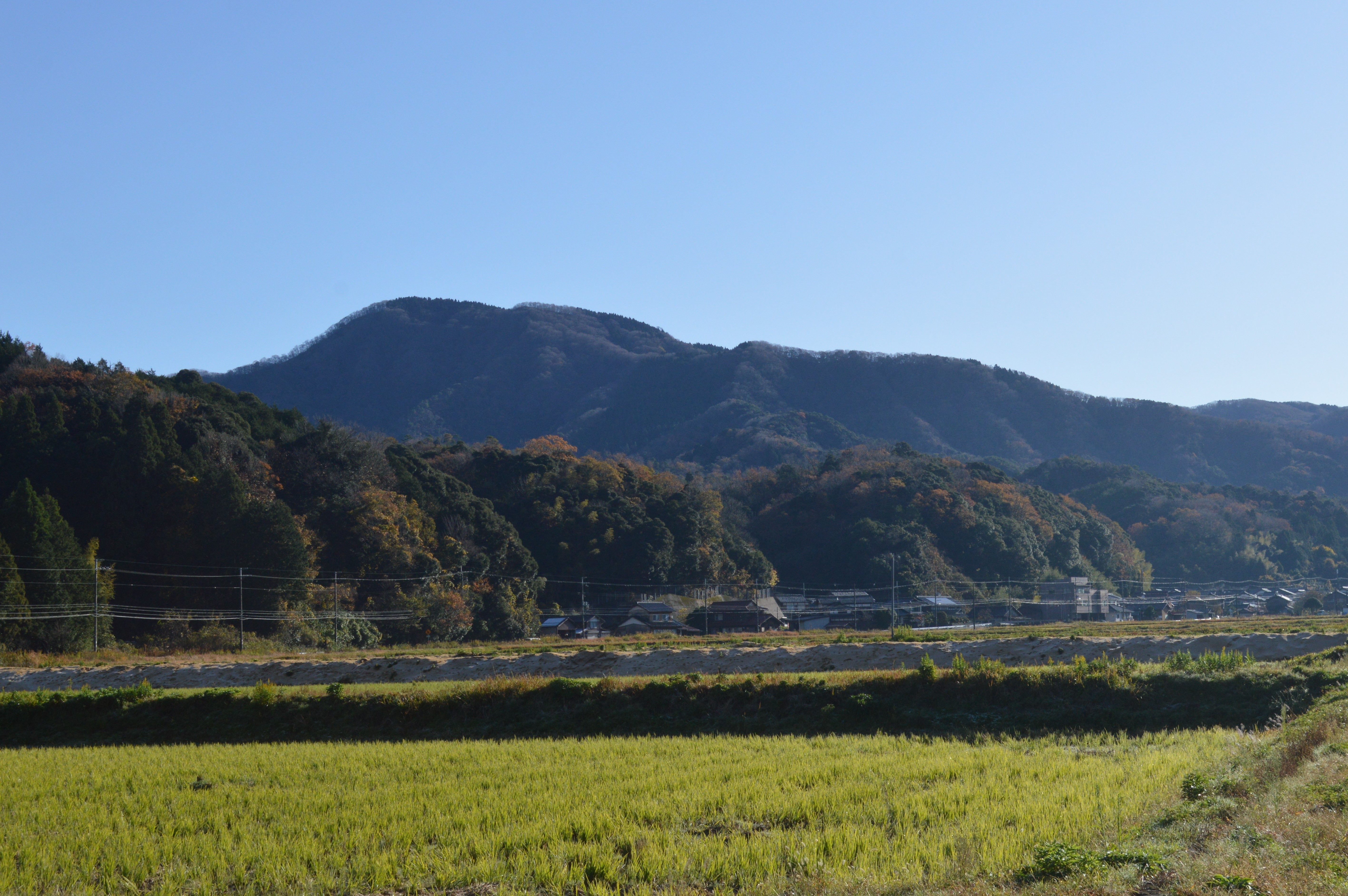
京丹後市弥栄町溝谷から見た金剛童子山

## 味土野集落

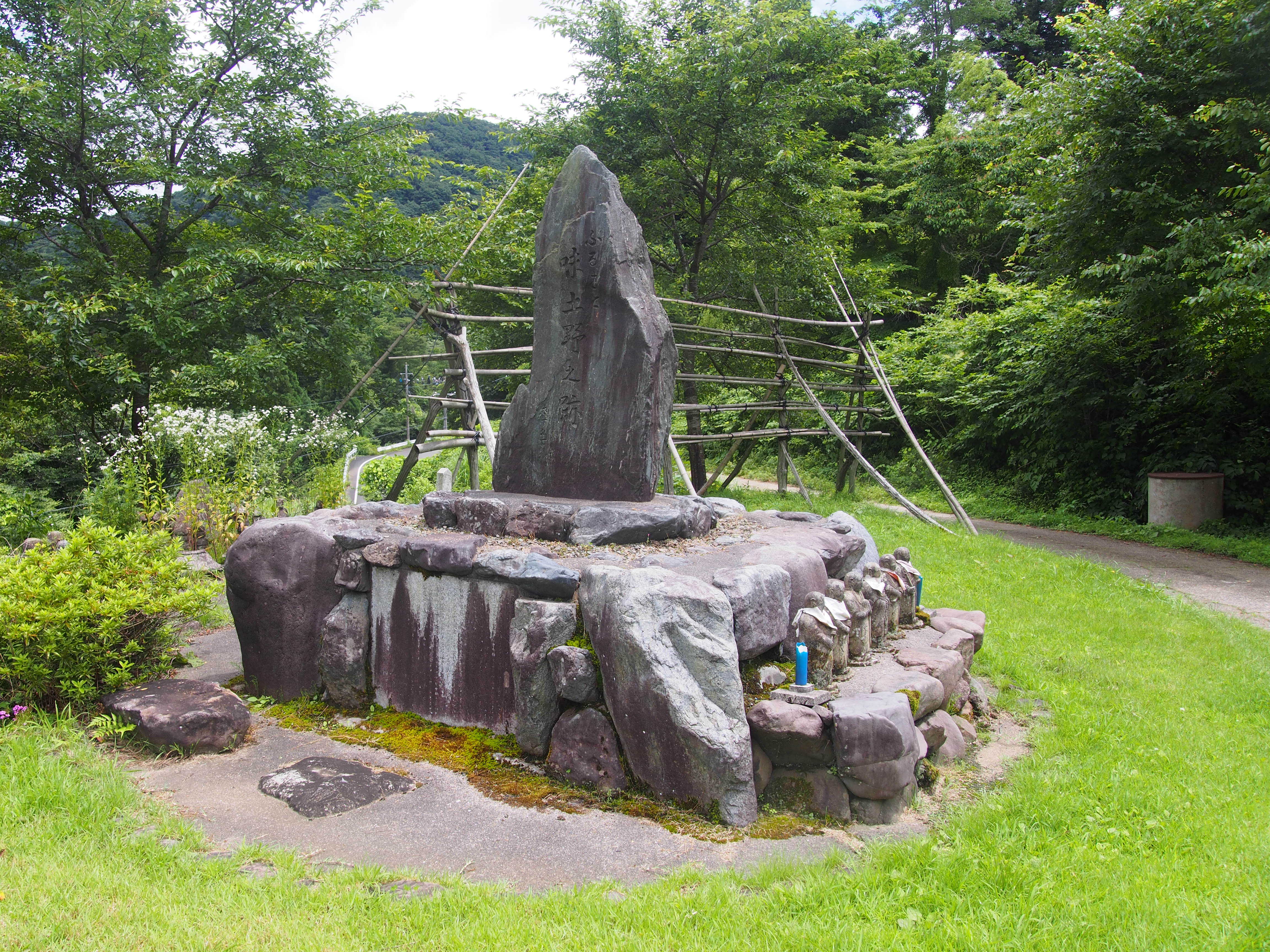
「味土野之跡」

南東麓の標高350-400メートル付近には味土野（みどの）集落がある。味土野は天正10年（1582年）の本能寺の変後に細川ガラシャが幽閉されていた集落であり、「御殿」（みどの）と書いた時期もあった。かつては南麓の標高400メートル付近に高原集落があり、味土野からこの高原集落に道が通じている。
かつて味土野には弥栄町立野間小学校味土野分校があり、1971年（昭和46年）の閉校翌年には弥栄町営ガラシャ荘として使用されたが、消防法の関係で宿泊が不可能になったことから、味土野公民館として使用されていた。1963年の三八豪雪（丹後豪雪）を機に味土野集落から離れる住民が相次ぎ、2016年（平成28年）時点では3世帯5人が暮らすのみである。